# Sebastian Vettel
Sebastian Vettel [zɛˈbaːstian ˈfɛtəl]IPA (* 3. července 1987, Heppenheim) je německý automobilový závodník, bývalý pilot Formule 1 a mistr světa z let 2010, 2011, 2012 a 2013. V sezoně 2009 vystřídal v kokpitu týmu Red Bull Racing Davida Coultharda a závodil zde až do konce sezony 2014. Od roku 2015 do roku 2020 závodil za tým Ferrari, kde nahradil Fernanda Alonsa. Od roku 2021 do roku 2022 závodil za tým Aston Martin.
Od Grand Prix Turecka 2006 byl testovacím a zároveň rezervním jezdcem týmu BMW Sauber. Díky účasti v pátečním volném tréninku před touto grand prix se Vettel stal nejmladším závodníkem, který se kdy objevil v závodu formule 1, bylo mu 19 let a 53 dní. Stal se také nejmladším závodníkem v historii formule 1, který získal v závodě alespoň bod.
V roce 2022 oznámil, že na konci sezóny kariéru ukončí.

## Závodní kariéra

### Juniorské kategorie

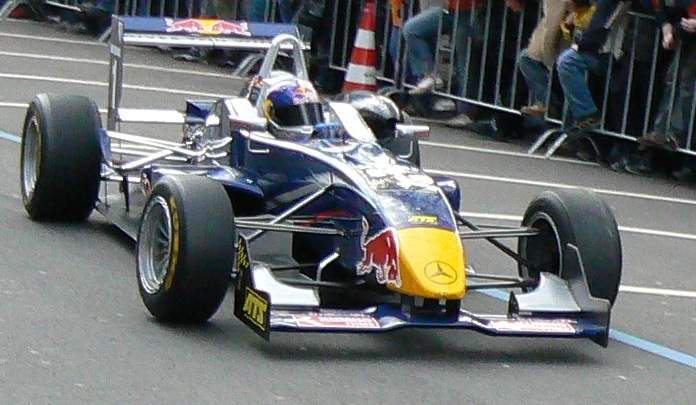
Vettel ve formuli 3 v roce 2006.

Vettel začínal závodit na motokárách v roce 1995. V této kategorii získal mnoho různých titulů.
V roce 2003 začal závodit v německém mistrovství Formule BMW, ve kterém pětkrát vyhrál a v celkové klasifikaci šampionátu obsadil druhou příčku. O rok později už v této kategorii s převahou získal titul mistra Německa, když vyhrál 18 z 20 závodů.
Pro rok 2005 přestoupil do vyšší kategorie, do evropského šampionátu Formule 3, kde s 64 body získal celkové páté místo a stal se nováčkem roku. Pětkrát byl na pódiu, ale žádný závod se mu nepodařilo vyhrát, a to také díky dominanci Lewise Hamiltona. V září téhož roku testoval vůz formule 1 Williams FW27 za odměnu, za svůj úspěch ve Formuli BMW v loňském roce.
V sezoně 2006 se stal vicemistrem evropského mistrovství Formule 3, se ziskem 75 bodů a čtyř vítězství. V témže roce také závodil ve světové sérii Formule Renault. Debutoval na italském okruhu v Misaně, kde skončil druhý za Pastorem Maldonadem. Ovšem ten byl po závodě diskvalifikován, a tak Vettel dodatečně získal své první vítězství v této sérii. Ovšem v dalším závodě na belgickém okruhu Spa-Francorchamps utrpěl zranění. Při havárii ho zasáhly letící střepy vozu a téměř mu uřízly prst. Předpokládalo se, že nebude moci závodit několik týdnů. I přes toto zranění závodil už další víkend na okruhu v Zandvoortu v závodě mistrů F3, kde skončil na šestém místě.

## Formule 1

### 2006–2007: BMW Sauber

#### 2006

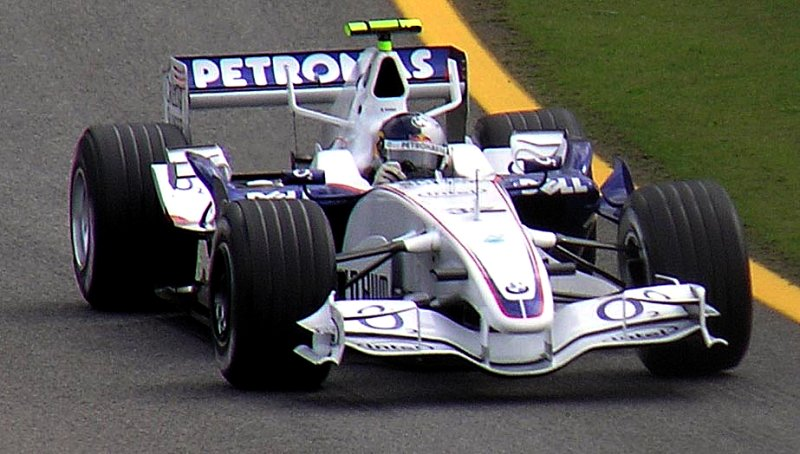
Vettel při tréninku na brazilskou grand prix v roce 2006.

Od Grand Prix Turecka 2006 se Vettel stal třetím jezdcem týmu BMW Sauber. Poté, co dosavadní rezervní jezdec Robert Kubica nahradil od maďarské grand prix Jacquese Villeneuva, který byl z týmu vyhozen.
Vettel zazářil při svém prvním vystoupením s BMW Sauber, když během turecké grand prix vyhrál druhou část pátečního volného tréninku. Stejný kousek se mu povedl při následující italské grand prix, kdy vyhrál oba páteční volné tréninky.

#### 2007
Pro nadcházející sezonu 2007 byl týmem BMW Sauber potvrzen na místo testovacího jezdce a také pokračoval v závodech světové série formule Renault, ve kterém se dostal do čela šampionátu. Poté byl už natrvalo povolán do formule 1.
Robert Kubica byl po vážné nehodě v kanadské Grand Prix nahrazen právě Vettelem. Vettel ho nahradil pouze v Grand Prix USA a nevedl si vůbec špatně. Do závodu startoval ze sedmé pozice a závod dokončil na poslední bodované příčce, na osmém místě. Díky tomu se stal nejmladším pilotem formule 1, který dokázal bodovat v závodě, ve věku 19 let a 349 dní.

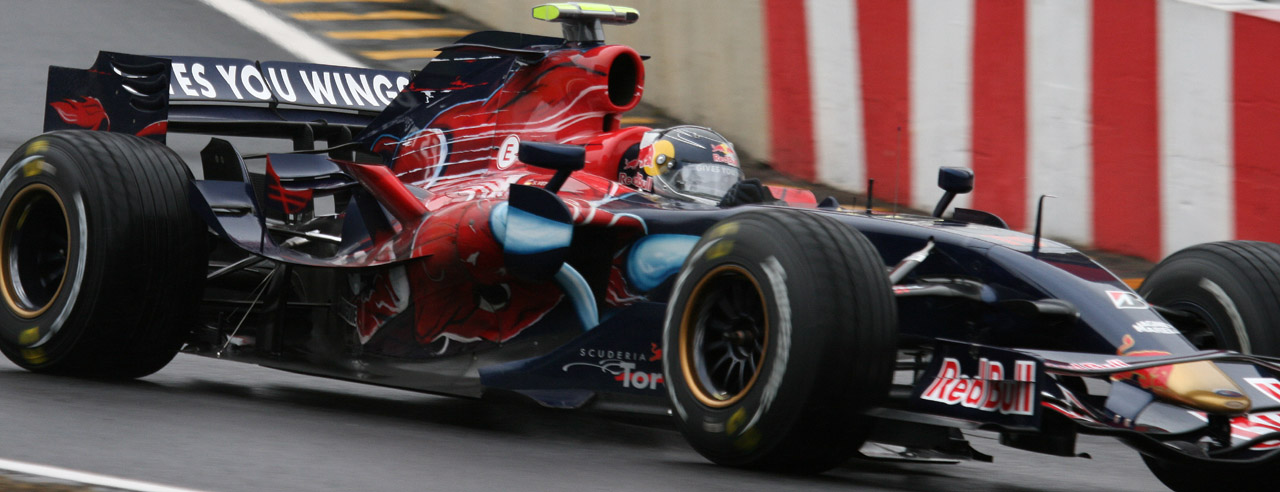
Vettel při pátečním tréninku na brazilskou grand prix v roce 2007.

### 2007–2008: Toro Rosso

#### 2007
BMW Sauber musel 31. července 2007 Vettela uvolnit, protože má smlouvu s Red Bullem. Vettel nahradil od maďarské grand prix v týmu Toro Rosso propuštěného Scotta Speeda. Ještě před samotným závodem bylo potvrzeno, že v sezoně 2008 bude Vettel také závodit za Toro Rosso, společně se Sébastienem Bourdaisem.
V deštivém závodě v Číně dojel na 4. místě a získal tak pro tým Toro Rosso zatím jeho nejlepší umístění v historii.

#### 2008
Sezóna 2008 začala pro Vettela přímo katastrofálně. Ani jeden z prvních čtyř závodů nedokončil, a ve třech z nich skončil už v prvním kole. Pokaždé se zapletl do kolize s jinými jezdci. První dokončený závod tak přišel až v Turecku, nicméně to bylo až 17. místo. Další závod, Grand Prix Monaka, se mu ale povedla, a on vybojoval 4 body za 5. místo. Hned v dalším závodě, v Kanadě, si připsal další bod, za 8. místo. V druhé polovině sezóny se začal zlepšovat a hned dvakrát po sobě bodoval. Vrchol však přišel v Itálii. Celý víkend na okruhu Monza pršelo a to Vettelovi evidentně hrálo do karet. V kvalifikaci senzačně vybojoval pole position. To ale nebylo vše. Pršelo i v závodě a Vettel si stylem start–cíl dojel senzačně pro vítězství. Zároveň to bylo první vítězství i pro stáj Toro Rosso, která o stupně vítězů rozhodně ještě moc nebojuje. Vettel se tak stal nejmladším jezdcem, který kdy vyhrál Grand Prix až do roku 2016, kdy jej ve Velké ceně Španělska překonal Max Verstappen.

### 2009–2014: Red Bull Racing

#### 2009
17. července 2008 bylo oznámeno, že Sebastian Vettel přestupuje z týmu Toro Rosso do Red Bullu. Tuto sezónu se mu velice vedlo. Získal celkem 8 pódií (4× 1. místo, 2× 2. místo, 2× 3. místo) a stal se vicemistrem (2. místo). Sezónu ukončil na celkovém 2. místě s 84 body, o 11 bodů za vítězem Jensonem Buttonem.

#### 2010
Vettelovi nezačala sezóna zrovna dobře. V Bahrajnu vyhrál kvalifikaci, ale kvůli technice se v závodě propadl na 4. místo. Problémy s technikou ho doprovázely i v dalším závodě, který nedokončil. Vyhrál až následující závod v Malajsii. Dál střídal dobré s horšími výsledky. V Turecku se při předjíždění srazil s týmovým kolegou Webberem, což vedlo k vyostření jejich vztahu. Závod ve Valencii s přehledem vyhrál. Při závodě ve Velké Británii dostal na úkor Webbera nové přední křídlo, své totiž rozbil. Závod ale dokončil až na 6. místě po chybném startu. V deštivé Velké ceně Belgie při předjíždění měl kolizi s monopostem Jensona Buttona a dojel 15. Po tomto závodu začal být odepisován a skoro nikdo už mu nevěřil. V Itálii ale už dojel čtvrtý po riskantní jízdě, kdy absolvoval skoro celý závod na jedné sadě pneumatik a vyměnil je až kolo před koncem. V Singapuru byl z celého pole jediný, kdo stíhal Alonsa a dojel druhý. Japonsko se neslo ve znamení deště a Vettelova jasného vítězství. Okruh v Koreji byl zbrusu nový, dokončený těsně před závodem. Vettel vedl skoro celý závod, ale 10 kol před koncem mu vypověděl službu motor. Nakonec se zjistilo, že se zlomila ojnice. Celý svět formule jedna šokovalo chování Vettela, který prohlásil těsně po závodu, že mu je to už jedno. V Brazílii si bez potíží dojel pro vítězství. Poslední závod v Abu Zabí byl klíčový pro získání mistrovského titulu. Vettel měl před startem nejmenší šanci na to získat titul. Vettel ale postavil na hlavu všechny prognózy. Jelikož zvítězil, Alonso se vinou chybné taktiky propadl na sedmé místo a Webber dojel až za Alonsem, německý pilot získal titul mistra světa. Stal se tak nejmladším šampionem v historii. Za celou sezónu dosáhl na 10 pole position, pět závodů vyhrál, dvakrát byl druhý a třikrát třetí. Po sezóně se stal Sportovcem Německa a Evropy.

#### 2011
Pro Vettela začala sezóna dominantně. Vyhrál první dva závody. V Číně kvůli opotřebovaným pneumatikám skončil druhý za Hamiltonem. Následující tři závody vyhrál, přestože ve Španělsku bojoval s Hamiltonem. V Kanadě po celý závod vedl, ale v posledním kole chyboval a dostal se před něj Jenson Button. Ve Valencii opět vyhrál. V Silverstonu po zastávce v boxech dokončil druhý, na konci závodu na něj útočil týmový kolega Webber, ale podle pokynu týmu dojeli v tomto pořadí. V Německu získal čtvrté místo a poprvé v sezoně tak nestál na stupních vítězů. V Maďarsku dojel na druhém místě. V Belgii zvítězil a další dvě výhry si připsal i v Itálii a Singapuru. V Singapuru mu chyběl jeden bod k obhájení titulu mistra světa. Ten získal třetím místem v Japonsku. Stal se nejmladším dvojnásobným mistrem světa. V Koreji byl tým Red Bull poprvé v sezoně poražen v kvalifikaci. Vettel ale po startu z druhého místa ve čtvrté zatáčce prvního Hamiltona předjel a vyhrál celý závod. Red Bull tak obhájil prvenství v Poháru konstruktérů. V Abú Zabí poprvé Vettel neprojel cílovou rovinkou po defektu v druhé zatáčce po startu, i když Pirelli prošetřovalo co stálo za defektem pravé zadní pneumatiky, nedošlo k žádnému závěru.

#### 2012
Po šestém místě v kvalifikaci na Grand Prix Austrálie se probojoval díky strategii zastávek v boxech na druhou příčku. Šestou příčku obsadil i v kvalifikaci na GP Malajsie, kde skončil kvůli proříznuté pneumatice na nebodované jedenácté pozici. V kvalifikaci Velké ceny Číny se nedostal do závěrečné části a skončil jedenáctý. V závodě si polepšil na páté místo, když se v závěru propadl ze druhé příčky. Po pole position vyhrál Velkou cenu Bahrajnu, k čemuž mu dopomohlo i zajetí nejrychlejšího kola závodu. Díky této výhře a zisku 25 bodů se ujal průběžného vedení Poháru jezdců. V GP Španělska ze 7. místa dokončil šestý, když musel absolvovat trest průjezdu boxy, protože v části trati, kde byly vyvěšeny žluté vlajky, dostatečně nezvolnil. V monacké kvalifikaci obsadil desátou příčku a díky odlišné strategii vybojoval čtvrté místo. Při GP Kanady se z pole position propadl na 4. místo. V GP Evropy vybojoval pole position a závod vedl až do 33. kola, kdy ho zradila technika a musel odstoupit. V GP Velké Británie si ze 4. místa v kvalifikaci dojel pro 3. místo v závodě. Při GP Německa se ze 2. pozice v kvalifikaci propadl na 5. místo. V GP Maďarska se ze 3. místa propadl také na 4. Při GP Belgie startoval z 11. místa, ale v závodě se probojoval až na konečné 2. místo. V Itálii závod nedokončil. Další čtyři závody v Singapuru, Japonsku, Koreji a Indii však vyhrál. V Abú Zabí dojel 3. Při GP USA si dojel pro 2. místo. Před posledním závodem vedl v průběžném pořadí šampionátu před Fernandem Alonsem o 13 bodů. V Brazílii se kvalifikoval 4. ale v prvním kole po kontaktu s Brunem Sennou dostal hodiny a propadl se až na konec pole. Probojoval se však na 6. místo a protože Alonso dojel druhý, získal Vettel o pouhé 3 body svůj 3. mistrovský titul v řadě.
2013
Vettel odstartoval do prvních dvou závodů sezóny 2013 na pole position a ve Velké ceně Malajsie zajel v kvalifikaci na mokré části kola o více než 2,5 sekundy rychleji než týmový kolega Webber. Závod vyhrál, i když ne bez kontroverze. Vettel ignoroval týmové příkazy a předjel Webbera do vedení. Webber byl po závodě rozzuřený a řekl, že Vettel "bude mít ochranu jako obvykle a tak to chodí". Šéf týmu Horner, i když nespokojený s Vettelovými činy, poukázal na to, že Webber už při několika předchozích příležitostech vzdoroval týmovým rozkazům. Uznal, že již tak křehký vztah mezi oběma řidiči se v důsledku incidentu dále zhroutil. Vettel tvrdil, že ho vítězství nemrzelo a že kdyby se situace opakovala, přes Webbera by předjel, a dodal, že si myslí, že si Webber vyhrát závod nezaslouží. Po výhrách v Bahrajnu a Kanadě se jeho vedení v šampionátu ve Velké ceně Británie snížilo, protože mu byla odepřena pravděpodobnost vítězství kvůli poruše převodovky. Vettel si odskočil a poprvé vyhrál svůj domácí závod v Německu. Poté, co skončil třetí v Maďarsku, vyhrál Vettel posledních devět závodů sezóny, včetně grandslamů v Singapuru a Koreji. Vettel vytvořil rekord v počtu vítězství v závodech s devíti za sebou a stal se teprve třetím mužem po Albertu Ascarim a Jimu Clarkovi, který vyhrál po sobě jdoucí grandslamy. Svůj čtvrtý titul mistra světa zpečetil ve Velké ceně Indie.
Při několika příležitostech během sezóny diváci Vettela vypískali. Přestože vypískání bylo široce odsuzováno kolegy řidiči, médii a dalšími v paddocku, Vettel prozradil, že to na něj mělo negativní dopad.
2014
Pro sezónu 2014 a dále si jezdci vybrali jedinečné číslo vozu, které budou používat po zbytek své kariéry ve formuli 1; Vettel zvolil číslo pět. Nicméně, jako úřadující mistr světa jezdců, nesl číslo jedna po celou sezónu. Webber opustil sport a byl nahrazen Danielem Ricciardem, který byl povýšen z Toro Rosso. Vettel se během zimních testů potýkal s problémy se spolehlivostí a při úvodní Velké ceně Austrálie musel odstoupit. Problémy se spolehlivostí také donutily Vettela odstoupit ve Velké ceně Monaka a Rakouska. Vettel se kvalifikoval v první řadě pro závody v Malajsii, Velké Británii a Maďarsku a skončil na stupních vítězů v Malajsii, Kanadě, Singapuru a Japonsku. Po Velké ceně Ruska byl poprvé v kariéře ve formuli 1 po sezóně překonaný svým týmovým kolegou. Kromě problémů se spolehlivostí se Vettel po celý rok 2014 potýkal s problémy s Red Bull RB10 a pneumatikami Pirelli. Rok podepsal tím, že se stal prvním obhájcem titulu, kterému se nepodařilo vyhrát závod během sezóny od Jacquese Villeneuvea v roce 1998. V říjnu Red Bull oznámil, že Vettel tým na konci sezóny opustí a připojí se ke Scuderii Ferrari, rok před vypršením jeho smlouvy. Vettel nahradil Alonsa a stal se partnerem jeho přítele Kimiho Räikkönena. Vettel zmínil, že by rád někdy v kariéře jezdil za Ferrari a už v roce 2012 se hovořilo o tom, že bude mít nezávaznou předsmlouvu s opcemi, aby se k nim v roce 2014 přidal. Bylo mu odepřeno předčasné propuštění ze smlouvy s Red Bullem, aby mohl otestovat vůz Ferrari z roku 2014 v Abu Dhabi. Navzdory tomu byl Vettel přítomen testu Ferrari – i když vůz neřídil – ale Red Bull nevymáhal žádné sankce. Vettel se místo toho poprvé objevil v listopadu, kdy absolvoval téměř 100 kol ve voze z roku 2012 na testovací trati Fiorano.
Ferrari (2015–2020)
2015–2016: Návrat na nejvyšší stupínek, hrozba pro Mercedes
Vettel debutoval ve Ferrari umístěním na třetím místě ve Velké ceně Austrálie. Na to navázal vítězstvím ve Velké ceně Malajsie, jeho prvním vítězstvím v závodě po více než roce a prvním vítězstvím Ferrari po téměř dvou letech. Po závodě emotivní Vettel vzdal hold Schumacherovi, když řekl, že úspěchy jeho hrdiny s Ferrari učinily první vítězství ještě výjimečnějším. Vyhrál Velkou cenu Maďarska, aby zůstal uchazečem o šampionát poté, co startoval ze třetího místa na roštu. Své vítězství věnoval jezdci Julesi Bianchimu, který týden předtím zemřel na zranění utrpěná v roce 2014. V polovině sezóny byl Vettel 42 bodů za lídrem šampionátu a pilotem Mercedesu Hamiltonem. Vettel byl v Belgii na třetím místě, když jeho pravá záď v předposledním kole vybuchla vysokou rychlostí, což pravděpodobně ukončilo veškeré šance na titul vzhledem k Hamiltonově výhře. Po závodě žvanil na „nepřijatelné“ a „nebezpečné“ pneumatiky Pirelli, které mu mohly způsobit vážné zranění.Vettel dojel domů druhý ve Velké ceně Itálie, což byl jeho první závod s Ferrari na domácí půdě týmu. Poté získal svou první pole position s týmem na Grand Prix Singapuru, první pole position pro Ferrari na tři roky. Vettel závod vyhrál, a když Hamilton odstoupil, přiblížil se na 49 bodů a zbývalo sedm závodů. Vettel však zakončil sezónu na třetím místě se třemi výhrami a 13 umístěními na stupních vítězů; prohlásil sezónu za „zázrak“.Vettel jedoucí za Ferrari na Grand Prix Monaka 2016 Po třetím místě ve Velké ceně Austrálie 2016 Vettelova účast v Bahrajnu skončila bez startu, protože se jeho vůz porouchal ve formačním kole. Při Velké ceně Číny se Vettel v prvním kole srazil s týmovým kolegou Räikkönenem, oba však mohli pokračovat. Z kolize obvinil jezdce Red Bullu Daniila Kvjata, označil ho za „blázna“ a jeho předjížděcí manévr popsal jako „sebevražedný“. V Grand Prix Ruska Vettel odstoupil v prvním kole po dvou po sobě jdoucích kolizích s Kvjatem. V Grand Prix Mexika se Vettel pokusil předjet jezdce Red Bullu Maxe Verstappena, ale poté, co Verstappen vyjel z trati a zařadil se před něj, Vettel slovně napadl jeho i ředitele závodu Charlieho Whitinga, za což se později omluvil. Vettel poté zablokoval Ricciarda z Red Bullu pohybem v brzdné zóně a dostal desetisekundovou penalizaci a dva body do licence. Přestože během sezóny dosáhl sedmi umístění na stupních vítězů, Vettel v roce 2016 nevyhrál žádný závod.

## Kompletní výsledky ve Formuli
| Legenda k tabulce | Legenda k tabulce                                                                       |
| Barva             | Výsledek                                                                                |
| ----------------- | --------------------------------------------------------------------------------------- |
| Zlatá             | Vítěz                                                                                   |
| Stříbrná          | 2. místo                                                                                |
| Bronzová          | 3. místo                                                                                |
| Zelená            | Bodované umístění                                                                       |
| Modrá             | Nebodované umístění                                                                     |
| Modrá             | Dokončil neklasifikován (NC)                                                            |
| Fialová           | Odstoupil (Ret)                                                                         |
| Červená           | Nekvalifikoval se (DNQ)                                                                 |
| Červená           | Nepředkvalifikoval se (DNPQ)                                                            |
| Černá             | Diskvalifikován (DSQ)                                                                   |
| Bílá              | Nestartoval (DNS)                                                                       |
| Bílá              | Závod zrušen (C)                                                                        |
| Světle modrá      | Pouze trénoval (PO)                                                                     |
| Světle modrá      | Páteční testovací jezdec (TD)                                                           |
| Bez barvy         | Netrénoval (DNP)                                                                        |
| Bez barvy         | Vyřazen (EX)                                                                            |
| Bez barvy         | Nepřijel (DNA)                                                                          |
| Bez barvy         | Odvolal účast (WD)                                                                      |
| Bez barvy         | Nezúčastnil se (prázdné)                                                                |
| Označení          | Význam                                                                                  |
| Tučnost           | Pole position                                                                           |
| Kurzíva           | Nejrychlejší kolo                                                                       |
| †                 | Jezdec nedojel do cíle, ale byl klasifikován, protože odjel více než 90 % délky závodu. |
| ‡                 | Byl udělován poloviční počet bodů, protože bylo odjeto méně než 75 % délky závodu.      |
| Horní index       | Umístění bodujících jezdců ve sprintu                                                   |

| Rok  | Tým                                   | Vůz                | Motor                                  | 1       | 2       | 3       | 4       | 5       | 6       | 7       | 8       | 9       | 10      | 11      | 12     | 13      | 14      | 15      | 16      | 17      | 18      | 19      | 20      | 21      | 22     | Body | Umístění  |
| ---- | ------------------------------------- | ------------------ | -------------------------------------- | ------- | ------- | ------- | ------- | ------- | ------- | ------- | ------- | ------- | ------- | ------- | ------ | ------- | ------- | ------- | ------- | ------- | ------- | ------- | ------- | ------- | ------ | ---- | --------- |
| 2006 | BMW Sauber F1 Team                    | BMW Sauber F1.06   | BMW P86 2,4 V8                         | BHR     | MAL     | AUS     | SMR     | EUR     | ESP     | MON     | GBR     | CAN     | USA     | FRA     | GER    | HUN     | TUR TD  | ITA TD  | CHN TD  | JPN TD  | BRA TD  |         |         |         |        | –    | –         |
| 2007 | BMW Sauber F1 Team                    | BMW Sauber F1.07   | BMW P86/7 2,4 V8                       | AUS TD  | MAL TD  | BHR     | ESP     | MON     | CAN     | USA 8   | FRA     | GBR     | EUR     |         |        |         |         |         |         |         |         |         |         |         |        | 6    | 14. místo |
| 2007 | Scuderia Toro Rosso                   | Toro Rosso STR2    | Ferrari 056 2,4 V8                     |         |         |         |         |         |         |         |         |         |         | HUN 16  | TUR 19 | ITA 18  | BEL Ret | JPN Ret | CHN 4   | BRA Ret |         |         |         |         |        | 6    | 14. místo |
| 2008 | Scuderia Toro Rosso                   | Toro Rosso STR2B   | Ferrari 056 2,4 V8                     | AUS Ret | MAL Ret | BHR Ret | ESP Ret | TUR 17  |         |         |         |         |         |         |        |         |         |         |         |         |         |         |         |         |        | 35   | 8. místo  |
| 2008 | Scuderia Toro Rosso                   | Toro Rosso STR3    | Ferrari 056 2,4 V8                     |         |         |         |         |         | MON 5   | CAN 8   | FRA 12  | GBR Ret | GER 8   | HUN Ret | EUR 6  | BEL 5   | ITA 1   | SIN 5   | JPN 6   | CHN 9   | BRA 4   |         |         |         |        | 35   | 8. místo  |
| 2009 | Red Bull Racing                       | Red Bull RB5       | Renault RS27 2,4 V8                    | AUS 13† | MAL 15† | CHN 1   | BHR 2   | ESP 4   | MON Ret | TUR 3   | GBR 1   | GER 2   | HUN Ret | EUR Ret | BEL 3  | ITA 8   | SIN 4   | JPN 1   | BRA 4   | ABU 1   |         |         |         |         |        | 84   | 2. místo  |
| 2010 | Red Bull Racing                       | Red Bull RB6       | Renault RS27 2,4 V8                    | BHR 4   | AUS Ret | MAL 1   | CHN 5   | ESP 3   | MON 2   | TUR Ret | CAN 4   | EUR 1   | GBR 7   | GER 3   | HUN 3  | BEL 15  | ITA 4   | SIN 2   | JPN 1   | KOR Ret | BRA 1   | ABU 1   |         |         |        | 256  | 1. místo  |
| 2011 | Red Bull Racing                       | Red Bull RB7       | Renault RS27 2,4 V8                    | AUS 1   | MAL 1   | CHN 2   | TUR 1   | ESP 1   | MON 1   | CAN 2   | EUR 1   | GBR 2   | GER 4   | HUN 2   | BEL 1  | ITA 1   | SIN 1   | JPN 3   | KOR 1   | IND 1   | ABU Ret | BRA 2   |         |         |        | 392  | 1. místo  |
| 2012 | Red Bull Racing                       | Red Bull RB8       | Renault RS27 2,4 V8                    | AUS 2   | MAL 11  | CHN 5   | BHR 1   | ESP 6   | MON 4   | CAN 4   | EUR Ret | GBR 3   | GER 5   | HUN 4   | BEL 2  | ITA 22† | SIN 1   | JPN 1   | KOR 1   | IND 1   | ABU 3   | USA 2   | BRA 6   |         |        | 281  | 1. místo  |
| 2013 | Red Bull Racing                       | Red Bull RB9       | Renault RS27 2,4 V8                    | AUS 3   | MAL 1   | CHN 4   | BHR 1   | ESP 4   | MON 2   | CAN 1   | GBR Ret | GER 1   | HUN 3   | BEL 1   | ITA 1  | SIN' 1  | KOR 1   | JPN 1   | IND 1   | ABU 1   | USA 1   | BRA 1   |         |         |        | 397  | 1. místo  |
| 2014 | Red Bull Racing                       | Red Bull RB10      | Renault Energy F1‑2014 1,6 V6 t        | AUS Ret | MAL 3   | BHR 6   | CHN 5   | ESP 4   | MON Ret | CAN 3   | AUT Ret | GBR 5   | GER 4   | HUN 7   | BEL 5  | ITA 6   | SIN 2   | JPN 3   | RUS 8   | USA 7   | BRA 5   | ABU 8   |         |         |        | 167  | 5. místo  |
| 2015 | Scuderia Ferrari                      | Ferrari SF15-T     | Ferrari 059/4 1,6 V6 t                 | AUS 3   | MAL 1   | CHN 3   | BHR 5   | ESP 3   | MON 2   | CAN 5   | AUT 4   | GBR 3   | HUN 1   | BEL 12† | ITA 2  | SIN 1   | JPN 3   | RUS 2   | USA 3   | MEX Ret | BRA 3   | ABU 4   |         |         |        | 278  | 3. místo  |
| 2016 | Scuderia Ferrari                      | Ferrari SF16-H     | Ferrari 061 1,6 V6 t                   | AUS 3   | BHR DNS | CHN 2   | RUS Ret | ESP 3   | MON 4   | CAN 2   | EUR 2   | AUT Ret | GBR 9   | HUN 4   | GER 5  | BEL 6   | ITA 3   | SIN 5   | MAL Ret | JPN 4   | USA 4   | MEX 5   | BRA 5   | ABU 3   |        | 212  | 4. místo  |
| 2017 | Scuderia Ferrari                      | Ferrari SF70H      | Ferrari 062 1,6 V6 t                   | AUS 1   | CHN 2   | BHR 1   | RUS 2   | ESP 2   | MON 1   | CAN 4   | AZE 4   | AUT 2   | GBR 7   | HUN 1   | BEL 2  | ITA 3   | SIN Ret | MAL 4   | JPN Ret | USA 2   | MEX 4   | BRA 1   | ABU 3   |         |        | 317  | 2. místo  |
| 2018 | Scuderia Ferrari                      | Ferrari SF71H      | Ferrari 062 EVO 1,6 V6 t               | AUS 1   | BHR 1   | CHN 8   | AZE 4   | ESP 4   | MON 2   | CAN 1   | FRA 5   | AUT 3   | GBR 1   | GER Ret | HUN 2  | BEL 1   | ITA 4   | SIN 3   | RUS 3   | JPN 6   | USA 4   | MEX 2   | BRA 6   | ABU 2   |        | 302  | 2. místo  |
| 2019 | Scuderia Ferrari                      | Ferrari SF90       | Ferrari 064 1,6 V6 t                   | AUS 4   | BHR 5   | CHN 3   | AZE 3   | ESP 4   | MON 2   | CAN 2   | FRA 5   | AUT 4   | GBR 16  | GER 2   | HUN 3  | BEL 4   | ITA 13  | SIN 1   | RUS Ret | JPN 2   | MEX 2   | USA Ret | BRA 17† | ABU 5   |        | 240  | 5. místo  |
| 2020 | Scuderia Ferrari                      | Ferrari SF1000     | Ferrari 065 1,6 V6 t                   | AUT 10  | STY Ret | HUN 6   | GBR 10  | 70A 12  | ESP 7   | BEL 13  | ITA Ret | TUS 10  | RUS 13  | EIF 11  | POR 10 | EMI 12  | TUR 3   | BHR 13  | SKR 12  | ABU 14  |         |         |         |         |        | 33   | 13. místo |
| 2021 | Aston Martin Cognizant F1 Team        | Aston Martin AMR21 | Mercedes M12 E Performance 1,6 V6 t    | BHR 15  | EMI 15† | POR 13  | ESP 13  | MON 5   | AZE 2   | FRA 9   | STY 12  | AUT 17† | GBR Ret | HUN DSQ | BEL 5‡ | NED 13  | ITA 12  | RUS 12  | TUR 18  | USA 10  | MXC 7   | SAP 11  | QAT 10  | SAU Ret | ABU 11 | 43   | 12. místo |
| 2022 | Aston Martin Aramco Cognizant F1 Team | Aston Martin AMR22 | Mercedes F1 M13 E Performance 1,6 V6 t | BHR     | SAU     | AUS Ret | EMI 8   | MIA 17† | ESP 11  | MON 10  | AZE 6   | CAN 12  | GBR 9   | AUT 17  | FRA 11 | HUN 10  | BEL 8   | NED 14  | ITA Ret | SIN 8   | JPN 6   | USA 8   | MXC 14  | SAP 11  | ABU 10 | 37   | 12. místo |

### Výsledky v ostatních formulových kategoriích
| Sezóna | Série                   | Tým                          | Vůz                   | Závody | Vítězství | Pole Position | Podium | Body | Konečné umístění |
| 2003   | Formule BMW ADAC        | Eifelland Racing             | BMW FB02              | 19     | 5         | 5             | 12     | 216  | 2. místo         |
| 2004   | Formule BMW ADAC        | ADAC Berlin-Brandenburg e.V. | BMW FB02              | 20     | 18        | 14            | 20     | 387  | 1. místo         |
| 2005   | Formule 3 Euroseries    | Mücke Motorsport             | Dallara F305-Mercedes | 20     | 0         | 0             | 5      | 57   | 5. místo         |
|        | Formule 3 Španělsko     | Racing Engineering           | Dallara F305-Toyota   | 1      | 0         | 0             | 1      | 8    | 15. místo        |
| 2006   | Formule 3 Euroseries    | ASM                          | Dallara F305-Mercedes | 20     | 4         | 1             | 9      | 75   | 2. místo         |
|        | World Series by Renault | Carlin Motorsport            | Dallara FR35-Nissan   | 3      | 1         | 1             | 2      | 28   | 15. místo        |
| 2007   | World Series by Renault | Carlin Motorsport            | Dallara FR35-Renault  | 7      | 1         | 1             | 4      | 74   | 3. místo         |